# Verolengo
Verolengo (Vorlengh in piemontese) è un comune italiano di 4 781 abitanti della città metropolitana di Torino in Piemonte.

## Storia
Dai tempi dell'antica Roma il territorio dell'attuale comune di Verolengo è stato sede di insediamenti urbani. Nel territorio che oggi ospita gli abitanti di Arborea e Le Benne sorgeva la Mansio Quadrata, che era una stazione di posta in cui coloro che percorrevano la strada Torino-Pavia potevano riposare e rifocillare i cavalli. Queste stazioni di posta avevano rilevante importanza anche dal punto di vista militare ed erano anche sede di guarnigioni che li proteggevano. 

Successivamente Verolengo entrò a far parte del marchesato del Monferrato e poi, dopo alterne vicende, passò sotto il controllo dei Gonzaga, duchi di Mantova.
Il trattato di Cherasco segnò il passaggio definitivo a casa Savoia, che lo governò fino all'unificazione dello stato italiano. Ci fu solo una parentesi durante l'età napoleonica, in cui Verolengo venne incorporato nel territorio francese.

## Simboli
Lo stemma di Verolengo è un verro rampante; questo simbolo è stato riconosciuto con decreto del Capo del Governo Benito Mussolini del 6 febbraio 1943 che di seguito riportiamo:
L'origine pare essere legata ai numerosi allevamenti suini presenti nel territorio (alcuni dei quali costituiscono ancora attualmente un'importante voce nell'economia del paese). Secondo altre interpretazioni il verro è stato scelto per assonanza al nome del comune, che sarebbe legato ad antichi insediamenti della popolazione barbara degli Eruli (da cui Verulengum).
Il gonfalone è un drappo di azzurro.

## Monumenti e luoghi d'interesse

### Chiesa di San Giovanni Battista
La chiesa di San Giovanni Battista si trova nella piazza principale del paese (Piazza IV Novembre) che rappresenta l'intergiunzione tra il decumano e il cardo dell'antico accampamento romano). Sulla piazza, opposta alla casa più antica del paese, che la tradizione e la storia dicono appartenere al governatore romano.
La chiesa, in stile neoclassico, è strutturata su tre navate ed è rivestita esternamente di marmo bianco anche se originariamente la facciata era in mattoni a vista. Il campanile ha una figura solida e imponente ed è dotato di un orologio elettromeccanico a quattro quadranti.
All'interno numerosi altari ornano le pareti laterali. Essi sono dedicati a Santa Apollonia, Santa Lucia, Sant'Agata e Santa Libera; seguono quello dedicato alla Madonna del Rosario, a Sant'Orsola e, nella parete di fondo della navata, a Santa Maria Assunta; dalla parte opposta, cioè a destra dell'altare maggiore e sulla parete di fondo della stessa navata, si vede l'altare dedicato a San Sebastiano, poi quello di San Nicola, quindi gli altari del Sacro Cuore, di San Giuseppe e infine di Sant'Antonio da Padova. 
Degna di attenzione è anche la via crucis, opera dei pittori verolenghesi Amedeo e Francesco Augero.
La chiesa originariamente era dedicata a Santa Maria di Piazza (o degli Angeli) e solo nel XIX secolo venne intitolata a San Giovanni Battista, patrono del paese.

### Chiesa di San Michele
Questa chiesa è in stile barocco piemontese e si affaccia sulla canonica della chiesa di San Giovanni Battista.
Non si hanno documenti che ci raccontino la storia della sua costruzione anche se alla base dell'altare maggiore è incisa la data 1523.
L'interno è un ambiente a navata unica, molto raccolto, ospita il crocifisso che viene portato in processione per le vie del paese la sera del Venerdì Santo.
A destra dell'ingresso un'edicola ospita l'immagine di un infante sorridente: si tratta di Maria Bambina, protettrice dei bambini, alla quale vengono portati come ex voto i fiocchi dei neonati del paese.
La chiesa è anche sede di un'omonima confraternita che si occupa del suo mantenimento: i confratelli sono commemorati in periodiche messe nelle quali si prega per la salvezza delle loro anime.

### La chiesa della Santissima Trinità
La chiesa della Santissima Trinità in stile barocco è stata costruita nel 1744 grazie al sostegno dei conti Verulfo, su disegno dell'architetto Carlo Cerrone, che probabilmente elaborò un disegno di Filippo Juvarra.
L'interno è molto semplice, strutturato in un'unica navata e nel coro trova spazio un imponente quadro di Amedeo Augero.
Papa Paolo V concesse l'indulgenza plenaria a chi si fosse recato in pellegrinaggio in questa chiesa.
La chiesa è anche sede di un'omonima confraternita che si occupa del suo mantenimento: i confratelli sono commemorati in periodiche messe nelle quali si prega per la salvezza delle loro anime.

## Società

### Evoluzione demografica
Abitanti censiti

## Cultura

### Biblioteche
La biblioteca civica di Verolengo è gestita in coaudivazione da comune e volontari. Offre i suoi locali per attività rivolte ai bambini, attività dell'Unitre e ad attività organizzate dal gruppo di assistenza Lions di Chivasso.

## Amministrazione

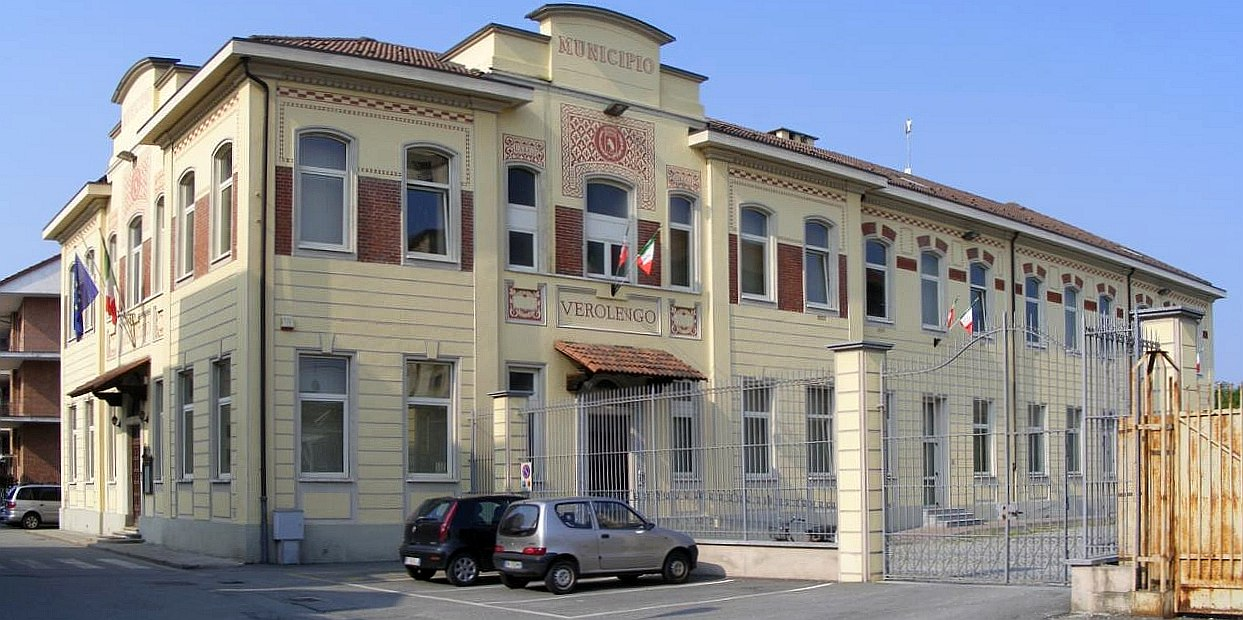
Il palazzo Comunale

| Periodo | Periodo | Primo cittadino   | Partito                                     | Carica  | Note |
| ------- | ------- | ----------------- | ------------------------------------------- | ------- | ---- |
| 2004    | 2009    | Maria Luisa Rosso | lista civica                                | Sindaco |      |
| 2009    | 2014    | Luigi Borasio     | lista civica Uniti per Verolengo e Frazioni | Sindaco |      |
| 2014    | 2019    | Rossana Giachello | lista civica Progetto Verolengo Futura      | Sindaco |      |
| 2019    | 2024    | Luigi Borasio     | lista civica SiAmo Verolengo                | Sindaco |      |
| 2024    |         | Rossana Giachello | lista civica Progetto Verolengo Futura      | Sindaco |      |